# Mane Bajić
Mane Bajić, szerbül: Мане Бајић (Belgrád, 1941. december 7. – Belgrád, 1994. március 6.) jugoszláv válogatott szerb labdarúgó, csatár, edző.

## Pályafutása

### Klubcsapatban
1962 és 1970 között a Partizan, 1970 és 1972 között a francia Lille OSC labdarúgója volt. A Partizannal két bajnoki címet szerzett és tagja volt az 1966-os BEK-döntős együttesnek.

### A válogatottban
1966-ban és 1969-ben egy-egy alkalommal szerepelt a jugoszláv válogatottban.

### Edzőként
1973 és 1987 között a Kolubara Lazarevac, 1987–88-ban a Turbina Vreoci, 1989 és 1993 között ismét a Kolubara vezetőedzője volt.

## Halála
1994. március 6-án közlekedési balesetben vesztette életét Belgrádban, a parlament épületével szemben.

## Sikerei, díjai
FK Partizan
- Jugoszláv bajnokság
  - bajnok (2): 1962–63, 1964–65
- Bajnokcsapatok Európa-kupája (BEK)
  - döntős: 1965–66